# Tyler Breeze
Matthew Clement (Penticton, 19 gennaio 1988) è un wrestler canadese sotto contratto con la WWE, dove svolge il ruolo di allenatore del Performance Center.
Clement è noto per i suoi trascorsi in WWE, dove dal 2010 al 2012 si è esibito sotto il ringname Mike Dalton nel territorio di sviluppo della WWE stessa, la Florida Championship Wrestling, dove ha vinto una volta l'FCW Florida Heavyweight Championship e l'FCW Florida Tag Team Championship (con Leakee). Nel 2013 è passato al territorio di sviluppo di NXT e ha inventato il personaggio di Tyler Breeze, un bel ragazzo narcisista ossessionato dal farsi selfie, anche durante i match. Nel 2015, fu promosso nel roster principale, dove si unì a Fandango per formare in seguito i Breezango, noti maggiormente per i loro esilaranti "Fashion Files". Nel 2019 è poi tornato a NXT, e nel 2020 ha conquistato l'NXT Tag Team Championship con Fandango, il suo primo titolo in WWE.

## Carriera

### Gli inizi (2007–2010)
Clements ha debuttato nel wrestling con il ring name di Mattias Wild nella PowerZone Wrestling il 25 aprile 2007 sconfiggendo Rage O'Riley. Ha subito la prima sconfitta la settimana successiva in un 2-on-3 handicap match in coppia con Travis Copeland contro Gli Australian Swim Team, che però ha sconfitto in un six-man tag team match insieme a Leo Montana e The Canadian Dream. In singolo ha ottenuto un'altra vittoria l'8 agosto contro Daniel Swagger. Il 5 ottobre ha subito la prima sconfitta in carriera in match singolo contro CJ StrongHeart. Ha iniziato una faida con Deryck Crosse che si è prolungata da ottobre 2007 a dicembre 2007 e che si è conclusa in parità, con due vittorie per Wild e due per Crosse. Ha chiuso il 2007 con una vittoria il 21 dicembre contro Evan Inferno. All'inizio del 2008 Wild ha sconfitto subito Kennedy Kendrick, ma il 13 febbraio ha perso pers qualifica contro Zero dopo che "Beautiful" Bobby attaccò Zero. In seguito a questo attacco è nata una faida fra Wild e Bobby che è culminata in un match il 12 marzo 2008, dove Wild è stato sconfitto. Ha chiuso la sua esperienza in questa federazione l'11 giugno con una sconfitta contro Zero.
Wild è passato alla NWA ECCW debuttando in un tag team match insieme ad Alex Plexis vincendo contro Red Money e Callos. I due hanno formato un tag team, ma sono stati sconfitti la settimana dopo da El Phantasmo e MANTHER. Nel suo primo match singolo ha sconfitto CJ StrongHeart, colui che aveva interrotto la sua striscia vincente nella PowerZone Wrestling. In seguito a degli insuccessi, Wild e Plexis si sono sperati e hanno lottato uno contro l'altro in un tag team match con due nuovi compagni per uno, Scotty Mac per Plexis e Divine Prophet per Wild: il match è stato vinto dai primi. Dopo un alternarsi di vari tag team match, sia in coppia con Alexis sia con altri compagni, Mattias è passato alla ECCW British Columbia.
In questa federazione, Wild ha fatto il suo debutto il 2 maggio 2009 sconfiggendo l'ex amico Alex Plexis, qualificandosi per il torneo Pacific Cup, ma è stato eliminato al primo turno da Billy Suede. Ha partecipato anche al torneo per il NWA/ECCW Tag Team Championship insieme a Dan Myers, ma i due sono stati eliminati al primo turno da Jamie Diaz e Nick Prince. Dopo essere stato sconfitto da Diaz il 3 ottobre 2009, successivamente Clement va a Calgary nella scuola di Lance Storm per affinare le sue capacità sul ring.

### WWE (2010–2021)

#### Florida Championship Wrestling (2010–2015)
Clement ha firmato un contratto di sviluppo con la World Wrestling Entertainment (WWE) ed è stato trasferito alla Florida Championship Wrestling (FCW), territorio di sviluppo della WWE, per ulteriore allenamento. Ha fatto il suo debutto in un ten-man tag team match, dove lui, Kenny Li, Chimaera, Buck Dixon e Husky Harris hanno sconfitto Big E Langston, James Bronson, Kevin Hackman, Leakee e Darren Young. In singolo ha fatto il suo debutto il 13 gennaio 2011 sconfiggendo Tom Latimer.
Ha successivamente cambiato il ring name in Mike Dalton e nel mese di dicembre ha vinto una Grand Royal e ottenuto un'opportunità titolata per l'FCW Florida Heavyweight Championship, non riuscendo però a sconfiggere il campione Leo Kruger. Il 2 febbraio Dalton ha sconfitto Kruger e vinto il Florida Heavyweight Championship. Tuttavia, dopo un regno di 22 giorni, Dalton ha perso il titolo contro l'ex campione Kruger.
In un evento a Palatka, in Florida, Dalton e Leakee hanno sconfitto Corey Graves e Jake Carter conquistando il FCW Florida Tag Team Championship. Hanno perso il titolo contro Brad Maddox e Rick Victor. Dalton ha continuato a lottare nella FCW fino all'agosto 2012.

#### NXT(2012–2015)
Nel suo match di debutto lui e CJ Parker sono stati sconfitti dagli Ascension (Kenneth Cameron e Connor O'Brian) in un match completamente a senso unico. Ha vinto il suo primo match il 1º agosto in coppia con Jason Jordan, con cui ha sconfitto Hunico e Camacho, i quali hanno però vinto il match svoltosi il 29 agosto. Dopo una pausa, Dalton è tornato a lottare il 21 novembre, quando è stato sconfitto da Luke Harper. Nel mese di febbraio ha perso contro Conor O'Brian. Nella puntata di NXT del 24 luglio 2013 Clemont ha fatto il suo ritorno con una nuova gimmick e il ring name di Tyler Breeze, un narcisista sempre intento a fotografarsi col proprio cellulare. Nei suoi primi match Breeze ha sconfitto Angelo Dawkins e Danny Burch. Nella puntata di Raw dell'8 settembre 2014 lui e Tyson Kidd sono stati sconfitti da Adrian Neville e Sami Zayn. Dopo una breve faida con Marcus Louis dalla quale esce vincitore, Breeze ha partecipa al torneo per decretare il primo sfidante per l'NXT Championship, ma è stato eliminato ai quarti di finale da Hideo Itami. Dopo aver attaccato Hitami nel backstage durante il pre-show di NXT TakeOver: Rival, ha perso contro di lui nello stesso evento.

#### Roster principale (2015–2016)

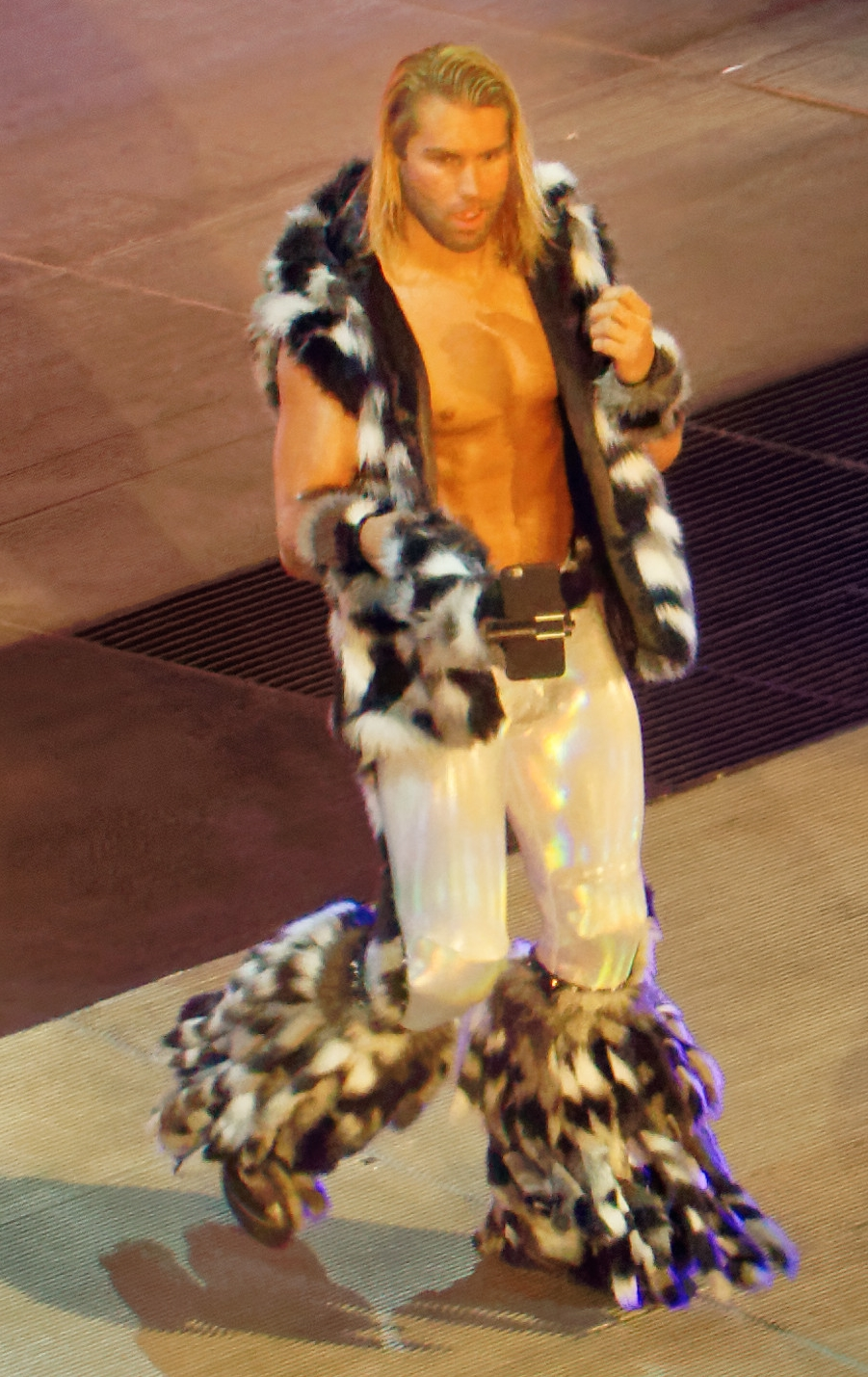
Breeze nell'aprile del 2016

Nella puntata di SmackDown del 22 ottobre Breeze fece il suo debutto nel roster principale durante il Miz TV di The Miz, dove si alleò con Summer Rae per poi attaccare Dolph Ziggler. Nella puntata di Raw del 9 novembre fece il suo debutto nel ring perdendo contro Dean Ambrose nel primo turno del torneo per il vacante WWE World Heavyweight Championship. Alle Survivor Series Breeze fece il suo debutto in pay-per-view sconfiggendo Dolph Ziggler, ma perse la rivincita contro Ziggler nella puntata di Raw del 30 novembre. Nella puntata di SmackDown del 31 dicembre, dopo aver sconfitto Goldust, Breeze si separò amichevolmente con Summer Rae.
A partire dall'11 gennaio 2016 a Raw, Breeze iniziò una striscia di sconfitte combattendo venti match televisivi, incluse le sconfitte contro Zack Ryder e Jack Swagger a Main Event e Superstars. Il 24 gennaio 2016, alla Royal Rumble, Breeze partecipò al Royal Rumble match entrando con il numero 4 ma venne eliminato da AJ Styles e Roman Reigns. Nella puntata di Raw del 15 febbraio Breeze ebbe l'opportunità di conquistare l'Intercontinental Championship in un Fatal 5-Way match che includeva anche il campione Dean Ambrose, Dolph Ziggler, Stardust e Kevin Owens, ma venne schienato da Owens, il quale vinse la contesa e il titolo. A WrestleMania 32, il 3 aprile, Breeze prese parte alla terza edizione annuale dell'André the Giant Memorial Battle Royal ma venne eliminato da Mark Henry.

#### Breezango (2016–2019)
A fine aprile-inizio maggio Breeze iniziò una strana alleanza con R-Truth, i "Gorgeous Truth", per contrastare il team formato da Goldust e Fandango, i GoldDango; dopo aver sconfitto Goldust nella puntata di Raw del 2 maggio il Gorgeous Truth sconfissero i GoldDango a causa del turn heel di Fandango che attaccò Goldust, permettendo a Breeze lo schienamento vincente, anche se prima questi aveva attaccato R-Truth perché non aveva voluto colpire il "Bizzare One". Nella puntata di Raw del 16 maggio i Breezango (il nuovo team formato da Tyler Breeze e Fandango) debuttarono ufficialmente sconfiggendo i Golden Truth (Goldust e R-Truth), a causa di un errore di R-Truth. Il 19 giugno nel Kickoff di Money in the Bank i Breezango vennero sconfitti dai Golden Truth.
Con la Draft Lottery del 19 luglio i Breezango passarono al roster di SmackDown. Il 24 luglio, nel Kickoff di Battleground, i Breezango trionfarono sugli Usos. Nella puntata di SmackDown del 26 luglio i Breezango parteciparono ad una Battle Royal per determinare uno dei sei sfidanti del Six-Pack Challenge match per determinare il contendente n°1 al WWE World Championship di Dean Ambrose ma vennero eliminati da Kane. Nel Kickoff di SummerSlam del 21 agosto i Breezango, gli Ascension e i Vaudevillains vennero sconfitti dagli American Alpha, gli Hype Bros e gli Usos in un altro 12-Man Tag Team match. Nella puntata di SmackDown del 23 agosto venne annunciato lo SmackDown Tag Team Championship e, per questo motivo, venne indetto un torneo per decretare i due team che si sarebbero affrontati l'11 settembre a Backlash; quella stessa sera, i Breezango affrontarono gli American Alpha nei quarti di finale ma vennero sconfitti ed eliminati. Nella puntata di SmackDown dell'8 novembre i Breezango adottarono la gimmick di due poliziotti e sconfissero i Vaudevillains, entrando dunque a far parte del Team SmackDown per Survivor Series, dove presero parte al 10-on-10 Traditional Survivor Series Tag Team Elimination match come parte del Team SmackDown contro il Team Raw, ma vennero eliminati dal New Day (Big E e Kofi Kingston). Nella puntata di SmackDown del 22 novembre i Breezango parteciparono ad un Tag Team Turmoil match per decretare i contendenti n°1 allo SmackDown Tag Team Championship di Heath Slater e Rhyno ma vennero eliminati dagli American Alpha. Nella puntata di SmackDown del 13 dicembre i Breezango parteciparono ad una Battle Royal per determinare i contendenti n°1 allo SmackDown Tag Team Championship che comprendeva anche gli American Alpha, gli Ascension, Heath Slater e Rhyno, gli Hype Bros e i Vaudevillains ma vennero eliminati. Nella puntata di SmackDown del 24 gennaio i Breezango parteciparono ad una Battle Royal per guadagnare un posto nel Royal Rumble match del 2017 ma vennero eliminati da Mojo Rawley. Il 12 febbraio, ad Elimination Chamber, i Breezango parteciparono ad un Tag Team Turmoil match per lo SmackDown Tag Team Championship degli American Alpha ma vennero eliminati da Heath Slater e Rhyno. Il 2 aprile, nel Kickoff di WrestleMania 33, Breeze partecipò all'annuale André the Giant Memorial Battle Royal ma venne eliminato. Nella puntata di SmackDown del 25 aprile i Breezango (che effettuarono contestualmente un turn face) sconfissero gli Ascension in un Beat the Clock Challenge match, diventando i contendenti n°1 allo SmackDown Tag Team Championship degli Usos. Il 21 maggio, a Backlash, i Breezango vennero sconfitti dagli Usos, fallendo l'assalto allo SmackDown Tag Team Championship. Nella puntata di SmackDown del 23 maggio i Breezango affrontarono nuovamente gli Usos nella rivincita per lo SmackDown Tag Team Championship ma vennero sconfitti. Il 18 giugno, a Money in the Bank, i Breezango sconfissero gli Ascension. Nella puntata di SmackDown del 4 luglio i Breezango parteciparono all'Indipendence Day Battle Royal per determinare il contendente n°1 allo United States Championship di Kevin Owens ma vennero eliminati da Erick Rowan. Nella puntata di SmackDown del 10 ottobre i Breezango parteciparono ad un Fatal 4-Way match che comprendeva anche gli Ascension, Chad Gable e Shelton Benjamin e gli Hype Bros per determinare i contendenti n°1 allo SmackDown Tag Team Championship degli Usos ma il match venne vinto da Benjamin e Gable. Il 19 novembre, nel Kickoff di Survivor Series, i Breezango vennero sconfitti da Kevin Owens e Sami Zayn. Il 17 dicembre, a Clash of Champions, i Breezango vennero pesantemente sconfitti dai Bludgeon Brothers. L'11 marzo, nel Kickoff di Fastlane, i Breezango e Tye Dillinger sconfissero Chad Gable, Shelton Benjamin e Mojo Rawley. L'8 aprile, nel Kickoff di WrestleMania 34, Breeze partecipò all'annuale André the Giant Memorial Battle Royal ma venne eliminato da Shelton Benjamin. Con lo Shake-Up del 16 aprile i Breezango passarono al roster di Raw. Il 27 aprile, a Greatest Royal Rumble, Breeze partecipò al Royal Rumble match a 50 uomini entrando col numero 30 ma venne eliminato da Mojo Rawley. Nella puntata di Raw del 4 giugno i Breezango parteciparono ad una Tag Team Battle Royal per determinare i contendenti n°1 al Raw Tag Team Championship di Bray Wyatt e Matt Hardy ma vennero eliminati dai Revival. In seguito, Fandango riportò un infortunio alla spalla che lo avrebbe tenuto fuori dalle scene per un tempo di sei mesi lasciando Breeze a lottare in singolo. Nella puntata di NXT del 12 dicembre Breeze fece un'apparizione nello show affrontando Ricochet per l'NXT North American Championship venendo sconfitto. Nella puntata di Raw del 17 dicembre Breeze affrontò Dean Ambrose per l'Intercontinental Championship ma perse.

#### Ritorno aNXT(2019–2021)
Nella puntata di NXT del 22 maggio 2019 (registrata il 1º maggio) Breeze, dopo essersi esibito in alcuni live event dello show, tornò a sorpresa attaccando l'NXT North American Champion Velveteen Dream. Il 1º giugno, a NXT TakeOver: XXV, Breeze affrontò poi Dream per l'NXT North American Championship ma venne sconfitto. Nella puntata di NXT del 31 luglio 2019 Fandango tornò a sorpresa nello show salvando Breeze dai Forgotten Sons, riformando i Breezango. Successivamente, venne annunciato il 22 dicembre che Fandango aveva subito un infortunio al braccio che lo avrebbe tenuto fuori dalle scene per un periodo imprecisato.
A seguito dell'infortunio di Fandango, Breeze tornò a lottare in singolo, entrando nella categoria dei pesi leggeri e debuttando a 205 Live il 10 gennaio 2020 sconfiggendo Tony Nese. Nella puntata di NXT del 15 gennaio Breeze partecipò ad un Triple Threat match che comprendeva anche Isaiah "Swerve" Scott e Lio Rush per determinare uno dei contendenti all'NXT Cruiserweight Championship di Angel Garza ma il match venne vinto da Scott. Nella puntata di NXT del 3 giugno i Breezango tornarono in azione vincendo un Triple Threat Tag Team match contro Danny Burch e Oney Lorcan e l'Undisputed Era (Bobby Fish e Roderick Strong) diventando i contendenti n°1 all'NXT Tag Team Championship. Nella puntata di NXT del 17 giugno i Breezango affrontarono l'Imperium (Fabian Aichner e Marcel Barthel) per l'NXT Tag Team Championship ma  vennero sconfitti. L'8 luglio, nella seconda serata di NXT The Great American Bash, i Breezango e Drake Maverick vennero sconfitti dal Legado del Fantasma. Il 22 agosto, nel Pre-show di NXT TakeOver: XXX, i Breezango vinsero un Triple Threat Tag Team match che comprendeva anche Danny Burch e Oney Lorcan e il Legado del Fantasma (Joaquin Wilde e Raul Mendoza), diventando i contendenti n°1 all'NXT Tag Team Championship. Nella puntata di NXT del 26 agosto i Breezango sconfissero l'Imperium (Fabian Aichner e Marcel Barthel) conquistando così l'NXT Tag Team Championship per la prima volta. Nella puntata speciale NXT Super Tuesday del 1º settembre i Breezango e Isaiah "Swerve" Scott sconfissero il Legado del Fantasma in un Six-man Street Fight. Nella puntata di NXT del 16 agosto i Breezango difesero con successo i titoli contro Fabian Aichner e Marcel Barthel dell'Imperium. Nella puntata di NXT del 21 ottobre i Breezango persero i titoli contro Danny Burch e Oney Lorcan a causa dell'intervento di Pat McAfee dopo 56 giorni di regno. Nella puntata di NXT dell'11 novembre i Breezango hanno affrontarono nuovamente Burch e Lorcan per l'NXT Tag Team Championship ma vennero sconfitti. Nella puntata di NXT del 13 gennaio 2021 i Breezango vennero sconfitti dall'Undisputed Era (Adam Cole e Roderick Strong) negli ottavi di finale del Dusty Rhodes Tag Team Classic. Successivamente, l'8 aprile, durante il Pre-show della seconda serata di NXT TakeOver: Stand & Deliver, i Breezango vennero sconfitti da Drake Maverick e Killian Dain in un match che avrebbe garantito una title shot ai titoli di coppia di NXT.
Il 25 giugno Breeze venne rilasciato dalla WWE dopo undici anni.

### Ritorno in WWE (2022–presente)
Dopo un'apparizione come ospite speciale il 5 ottobre 2022 a The Bump, Breeze annunciò il suo ritorno in WWE nelle vesti di allenatore presso il Performance Center.

## Vita privata
Clement è sposato con la wrestler Audrey Marie e gestisce una scuola di wrestling in Florida con Shawn Spears.

## Personaggio

### Mosse finali
- Come Mike Dalton
  - Implant DDT
- Come Tyler Breeze
  - Beauty Shot (Spinning heel kick)
  - Unprettier (Double underhook reverse facebuster) – 2015–2021

### Soprannomi
- "The Definition of Delish"[14]
- "The Gorgeous One"[15]
- "The King of Cuteville"[15][16]
- "The Master of Disguise"[14]
- "Prince Pretty"[14]
- "The Sultan of Selfies"[15]
- "Unlikable Wonder"[14]

## Titoli e riconoscimenti
- Florida Championship Wrestling
  - FCW Florida Heavyweight Championship (1)
  - FCW Florida Tag Team Championship (1) – con Leakee
- Prairie Wrestling Association
  - PWA Canadian Tag Team Championship (1) – con Dan Myers
- Pro Wrestling Illustrated
  - 61º tra i 500 migliori wrestler singoli nella PWI 500 (2015)
- WWE
  - NXT Tag Team Championship (1) – con Fandango